# Sanitätsgruppen-Kraftwagen

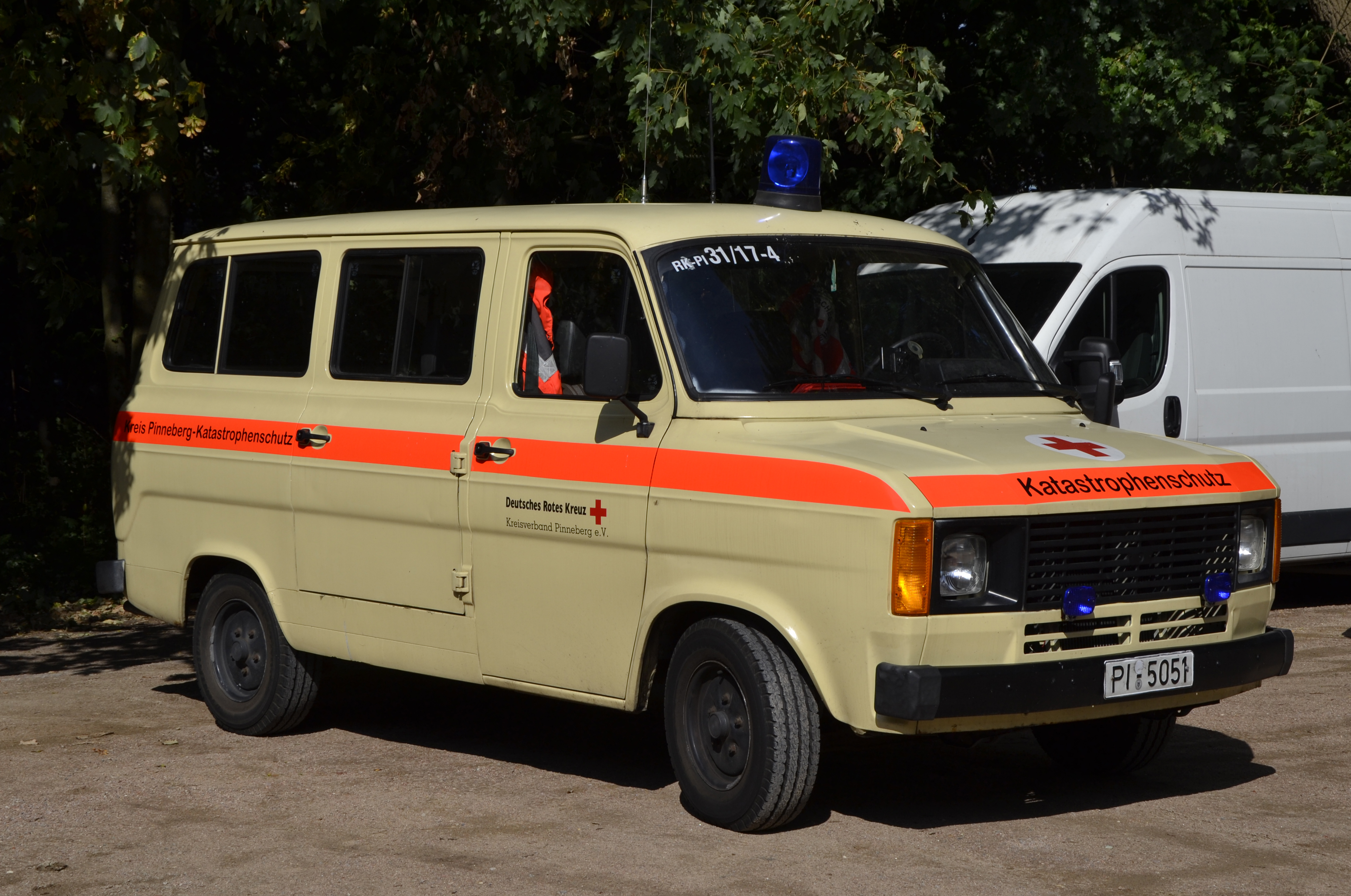
SanGrKW FT100/VLS des ersten Beschaffungsloses 1982 (mit Benzinmotor und Seitentür als Flügeltür), Farbgebung später mit rotem Streifen angepasst zur Verwendung in einer Einsatzeinheit des DRK

Der Sanitätsgruppen-Kraftwagen (SanGrKW) ist ein ehemaliger Fahrzeugtyp, der bei den Sanitätszügen im deutschen Bevölkerungsschutz eingesetzt wurde. Sanitätsgruppen-Kraftwagen wurden vom Bund zentral beschafft und den Hilfsorganisationen zur Verfügung gestellt. Es handelte sich um Kombis, die hauptsächlich zum Transport einer Sanitätsgruppe einschließlich einer adäquaten Ausstattung dienten. Hierfür hatten die mit Hinterachsantrieb ausgerüsteten Sanitätsgruppen-Kraftwagen acht Sitzplätze.

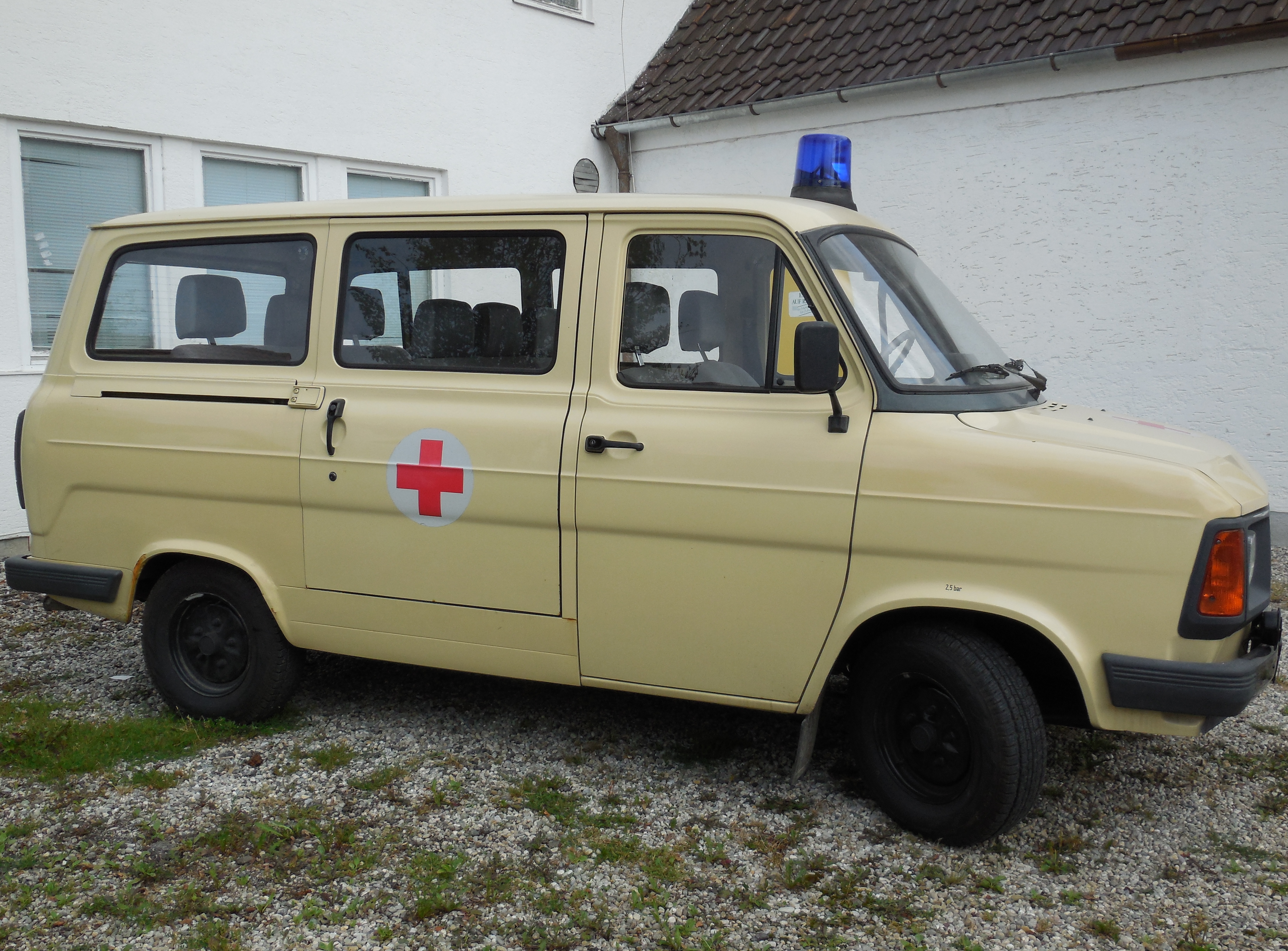
SanGrKW FT100 Di/VLS des zweiten Beschaffungsloses 1985–1986 (mit Dieselmotor und Seitentür als Schiebetür), originaler Auslieferungszustand

Im Notfall konnten durch einfache Umrüstung mit zurüstbaren Tragehalterungen aber auch bis zu zwei liegende Patienten auf Einheitskrankentragen transportiert werden. Dazu mussten im Modell Ford Transit die hinteren beiden Sitzbänke komplett ausgebaut werden, beim Volkswagen-Bus lediglich die Rückenlehne der hinteren Sitzbank umgeklappt und die mittlere Sitzbank um 180° gedreht werden.
Die Beladung nach Stärke- und Ausstattungsnachweisung (STAN) 041 „Der Sanitätszug“ umfasste u. a. zwei Fangleinen mit Tragebeutel, acht Arbeitskopfleuchten, zwei Feldgeräte für künstliche Beatmung, vier Krankentragen, zwei Bergetücher mit Tragetasche, acht Sanitätsumhängetaschen und acht Wolldecken.
Insgesamt beschafft wurden:
- 294 Stück Ford Transit FT 100 / VLS (Benzinmotor) mit 2,36 Tonnen zulässiger Gesamtmasse (1982),[1][3]
- 406 Stück Ford Transit FT 100 Di / VLS (Dieselmotor) mit 2,53 Tonnen zulässiger Gesamtmasse (1985–1986),[3]
- 2 Stück Volkswagen T3 / 253 Katy (Benzinmotor mit Katalysator) mit 2,39 Tonnen zulässiger Gesamtmasse (1987),[3]
- 83 Stück Ford Transit FT 100 CL / EDS (Dieselmotor) mit 2,65 Tonnen zulässiger Gesamtmasse (1991–1992).[2][3]